# Hotel California (chanson)
Pour les articles homonymes, voir Hotel California.
Singles de Eagles
New Kid in Town
(1976) Life in the Fast Lane
(1977)
Pistes de Hotel California
New Kid in Town
Hotel California, dont le titre originel est Mexican Reggae, est une chanson américaine du groupe Eagles composée par Don Felder, Don Henley, Glenn Frey. Éditée sur l'album Hotel California en 1976, elle est sortie en single l'année suivante. Elle est classée no 1 au Billboard Hot 100, no 49 parmi les 500 plus grandes chansons de tous les temps selon Rolling Stone. Elle est certifiée disque de platine aux États-Unis où elle a été téléchargée plus de 3 millions de fois.

## Histoire

### Inspiration et composition
La première version instrumentale de la chanson est composée par Don Felder dans une maison de location à Malibu Beach. Il enregistre cette version avec une boîte à rythmes Rhythm Ace à laquelle il ajoute une guitare à douze cordes et une ligne de basse avant d'envoyer des copies à Don Henley et Glenn Frey. Les Eagles fonctionnent souvent de cette façon : pour chaque album, Don Felder soumet quinze ou seize idées d'accompagnement aux autres membres du groupe dont notamment Don Henley, souvent responsable des paroles. La première version d’Hotel California montre des influences latines et reggae, ce qui attire l'attention de Don Henley qui dit de la chanson qu'elle « sonnait comme du reggae ou un bolero mexicain » et la chanson a pour premier nom… Mexican Reggae.
En 2008, Don Felder décrit l'écriture des paroles : « Don Henley et Glenn ont écrit la plupart des paroles. Nous conduisions souvent dans la nuit à L.A… Aucun d'entre nous n'était californien et, en conduisant à travers la nuit de L.A., on pouvait voir les lumières de l'horizon briller. À ce moment, les images d'Hollywood, de tous tes rêves, commencent à défiler dans ta tête et c'est avec cet esprit que nous avons commencé à écrire la chanson. »
Don Henley décide alors du titre Hotel California, notant comment le Beverly Hills Hotel est devenu littéralement et symboliquement un point central de leur vie à cette période. Don Henley dit de leurs vies professionnelle et personnelle, lors de leur arrivée à Los Angeles : « C'était une période d'apprentissage de la vie, de l'amour et du business. Beverly Hills était toujours un endroit mythique pour nous. En ce sens, Beverly Hills était devenu comme un symbole et cet hôtel était devenu le centre de tout ce que L.A. représentait pour nous. En une phrase, je résumerais cela comme la fin de l'innocence, round one. »
Glenn Frey vient avec cette image cinématographique d'une personne qui, fatiguée après une longue traversée du désert, recherche un endroit où se reposer et passer la nuit mais entre dans « un monde étrange peuplé de personnages effrayants », et devient « rapidement terrorisée par le sentiment confinant à la claustrophobie d'être coincé dans une toile perturbante de laquelle elle pourrait ne jamais s'échapper ». Cet aspect cinématographique est central à la chanson, Henley continue d'écrire la chanson autour de cette idée et cherche l'inspiration dans les films et en conduisant à travers le désert.
Cette chanson ressemble à celle de Jethro Tull, écrite par Ian Anderson, We Used to Know, sur l'album Stand Up publié en 1969. Dans une interview accordée à Carl Wiser pour Songfacts, le chanteur de Jethro Tull émet l'hypothèse que la progression harmonique de We Used to Know pourrait avoir inconsciemment influencé le groupe américain, mais se refuse à parler de plagiat,.
La complexité musicale du morceau et le choix des harmoniques ont été analysés par un expert qui a noté une progression inhabituelle d'accords et l'emploi de la suite andalouse (en), des changements de tonalité, l'utilisation particulière des accords de dominante et sous-dominante, et le recours à une cadence rompue (trompeuse).

### Enregistrement
Les Eagles enregistrent trois versions différentes de la chanson avec Don Henley : deux fois au Record Plant à Los Angeles et une dernière fois au Criteria Studios à Miami. Ils ont tout d'abord enregistré un riff mais le ton était trop élevé pour la voix d’Henley donc Felder a progressivement changé le ton de mi mineur à si mineur. À Miami, le groupe sélectionne cinq ou six des meilleures prises afin d'en tirer les meilleures parties pour constituer le morceau final. La partie finale où s'affrontent les guitares de Joe Walsh et Don Felder aura nécessité trois jours de répétitions afin d'avoir la précision nécessaire.
Don Henley décide que la chanson devait être un 45 tours, malgré les doutes de Felder et la réticence de la compagnie de disques à sortir un morceau de plus de six minutes qui excédait de loin la durée moyenne des morceaux à la radio. Le groupe s'oppose à la requête du label qui souhaite raccourcir la chanson. La couverture du vinyle utilise une photo du Beverly Hills Hotel prise par David Alexander.
Cette chanson dure six minutes et trente secondes dont environ deux minutes dix pour le célèbre solo de guitare (selon Guitar World).
Après s'être reformés au début des années 1990, les Eagles ont enregistré pour l'album en public Hell Freezes Over une version acoustique de la chanson. À cette occasion, ils en ont modifié la structure : l'introduction a été en partie recomposée et allongée, et le solo de guitare raccourci. La durée de Hotel California est portée à sept minutes douze.

### Réception et récompenses
Hotel California entre pour la première fois au Billboard Hot 100 le 26 février 1977 et se retrouve au sommet du Top 100 pour une semaine en mai 1977, c'est la quatrième chanson du groupe à atteindre la première place dans les palmarès. Trois mois après sa sortie, le single est certifié disque d'or, ce qui représente la vente d'un million d'exemplaires. En 2009, la chanson est certifiée platine et a été téléchargée plus de trois millions de fois.
- 1981 : Grammy Award du disque de l'année pour Bill Szymczyk.
- 1995 : sélectionnée par le Rock and Roll Hall of Fame comme l'une des « 500 chansons qui ont façonné le rock 'n' roll »[14].
- 2003 : Grammy Hall of Fame Award[15].
- 2004 : classée no 49 parmi « les 500 plus grandes chansons de tous les temps » du magazine Rolling Stone[2].

### Certifications
| Pays                    | Certification | Date            | Unités certifiées |
| ----------------------- | ------------- | --------------- | ----------------- |
| Danemark (IFPI Danmark) | Platine       | 2019            | 90 000            |
| États-Unis (RIAA)       | Platine       | 4 février 2009  | 1 000 000         |
| France (SNEP)           | Argent        | 1977            | 200 000           |
| Italie (FIMI)           | 2 × Platine   | 2019            | 100 000           |
| Nouvelle-Zélande (RMNZ) | 8 × Platine   | ?               | 240 000           |
| Royaume-Uni (BPI)       | 3 × Platine   | 9 décembre 2022 | 1 800 000         |

## Paroles et interprétations
Dans un entretien au San Francisco Chronicle du 26 novembre 1995, Don Henley raconte que la chanson capturait l'esprit de l'époque, qui était une période de grands excès dans cette région et dans le business de la musique en particulier. Plus tard, il dira que les interprétations les plus folles ont été avancées, mais qu'il a « une explication très simple. Il s'agit d'un voyage de l'innocence vers l'expérience ».
Il existe en effet plusieurs interprétations quant aux paroles de la chanson. L'une d'elles serait une métaphore pour l'industrie musicale de Los Angeles : c'est une prison dorée dans laquelle entre un artiste pour ne plus jamais pouvoir en ressortir. Une autre interprétation propose que l'Hotel California n'est pas un hôtel, mais un établissement spécialisé dans le traitement des dépendances aux drogues, couru par les rock stars de l'époque,, la légende dit encore qu'elle serait inspirée du château Marmont à Los Angeles. Elle figure sur l'album du même nom (premier morceau de l'album), qui est le premier sans Bernie Leadon et avec Joe Walsh.

## Reprises
La chanson a été reprise de nombreuses fois.
- Majek Fashek, en version reggae, souvent attribuée à Bob Marley ;
- Ahmet Koç (tr) en version instrumentale interprétée avec l'instrument turc, le baglama sur son album Paradox ;
- Don Henley des Eagles, en solo ;
- TQ en 2012, dans Une Version R'N'b West Coast.
- Nancy Sinatra dans son album California Girl sorti le 30 avril 2002 ;
- Les Gipsy Kings dans une version flamenco en 1988, présente dans le film The Big Lebowski ;
- Le groupe californien SkaDaddyZ (en) avec une version ska ;
- The Cat Empire dans une version francophone nommée L'Hôtel de Californie ;
- Vocal Sampling (groupe cubain) dans une version a cappella ;
- Sylvain Cossette, en 2008, dans son album 70's ;
- Vama Veche, une reprise appelée Welcome to the hotel cismigiu ;
- Moonraisers pour une nouvelle version reggae en 1998 ;
- Le Naheulband, utilisant la mélodie de Hotel California sur l'album Machins de taverne (2003) où « Welcome to the Hotel California » devient « Bienvenue dans la forêt de Lothlórien » ;
- Les rappeurs français Gomez et Dubois, pour une reprise parodique intitulée « Hôtel Commissariat » sur leur album « Flics & Hors-la-loi » en 2003 ; à la guitare, Slim Pezin pour le solo ;
- Les musiciens du Buena Vista Social Club et The Killers, dans la compilation Rhythms Del Mundo Classics ;
- Le groupe de konpa haïtien Djet-X reprend en 1978 le solo de fin pour deux interludes dans Jive Turkey (sur l'album The Rising Stars) ;
- Le chanteur de Reggae Max Romeo, pour une reprise en 1999 dans son album Something is Wrong ;
- le groupe Alabama 3 (en) sur l'Album Noir (vol. 3) de La Musique de Paris Dernière ;
- En 2011, le chanteur de r'n'b Frank Ocean, du collectif hip-hop OFWGKTA, reprenant la base de la chanson mais en modifiant les paroles dans son titre American Wedding ;
- Le chanteur kabyle Oulahlou dans son album Araw t-lelli, en 2006 ;
- The Moog Cookbook, dans leur album Ye Old Spaceband en 1997 ;
- Le groupe Emblem3 (en) lors de leurs tournée Bandlife et ensuite une version studio ;
- Camille et Kennerly Kitt, reprise à la harpe sur l'album Harp Attack 2 en février 2015 ;
- Le groupe américain Our Last Night, en version post-hardcore, disponible sur YouTube, depuis juillet 2016 ;
- Le groupe Akelarre l'a reprise en basque ;
- Une adaptation française, signée Michel Jourdan, a été enregistrée par le duo Shuky & Aviva ;
- Le groupe américain The Main Squeeze en 2021
- Une transposition musicale au Guzheng (cithare chinoise) par la Hongkongaise Moyun en 2023.

## Distribution
- Don Felder : guitares électriques douze et six cordes, chœurs
- Don Henley : chant principal et chœurs, batterie, percussions
- Glenn Frey : guitare acoustique douze cordes, chœurs
- Joe Walsh : guitare électrique, chœurs
- Randy Meisner : basse, chœurs